# 神奈川都民
神奈川都民（かながわとみん）とは、神奈川県に居住し、東京都区部に通勤・通学したり、遊びや買い物に出掛けたりする県民を指す俗語・造語。このうち、特に横浜市に居住する者を横浜都民、川崎市に居住する者を川崎都民、相模原市に居住する者を相模原都民と呼ぶ。

## 概要

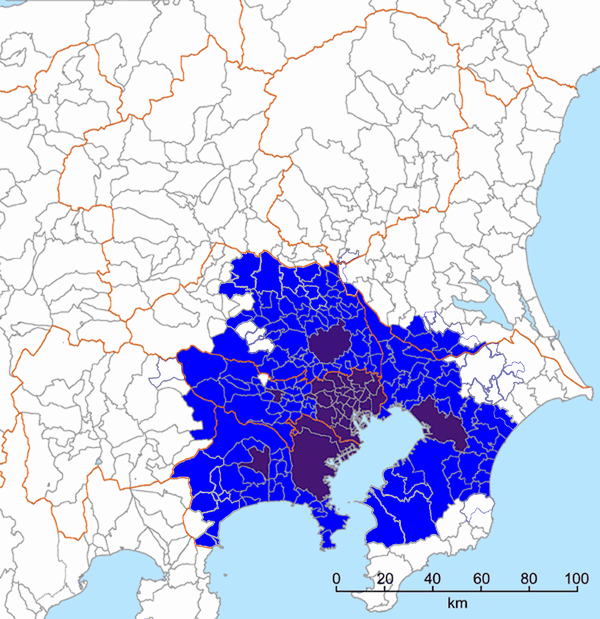
都市雇用圏における東京都市圏。ただし、この図には2次郊外に含まれる市町村もあることに留意。

いわゆる神奈川都民とされる神奈川県民の人数は、神奈川県全体でおよそ100万人（東京都内への通勤・通学者の総数）おり、その過半は川崎市（約30万人）、および横浜市（約50万人）に居住する。これは、神奈川県内に居住する全ての就業者および通学者（約520万人）の2割、総人口（約910万人）の1割にあたる。
横浜市、川崎市、相模原市は政令指定都市であり、いずれも東京のベッドタウンとしての側面が強いため、昼夜間人口比率が100を下回っており、市内への流入人口よりも市外への流出人口の方が多い。また、神奈川県内で昼夜間人口比率が100を超える市は厚木市のみである。小田急線や東急田園都市線などの沿線地域は横浜市中心部へは乗り換えが必要な一方で、東京の新宿や渋谷へのアクセスに向いている。

## 沿革
神奈川県域は、古く相模国と武蔵国の南部にまたがり、温暖で肥沃な地として生産力は高かった。鎌倉時代には県南部の鎌倉に鎌倉幕府が置かれ、江戸時代には県北部に隣接する江戸に江戸幕府が置かれたことから、幕府お膝元の地として、大部分が幕府直轄地あるいは重臣・旗本の支配地とされ、大いに開発が進められた。
さらに、江戸時代末期に県東部の横浜に国際港・横浜港が開かれ、明治時代に入って東京に中央集権体制の明治政府が置かれたことで、県域の開発は飛躍的に進んだ。
1872年（明治5年）、新橋（現在の新橋駅とは別） - 横浜（現在の桜木町駅）間に鉄道が開業されると、それまで徒歩で1日、馬で半日かかっていた距離はわずか53分となり、東京 - 横浜間は一体となって新たな都市圏を形成し始める。開業当初、新橋と横浜の間には、品川、川崎、鶴見、神奈川の4駅（停車場）が置かれ、以後の京浜間の都市開発はこの停車場を中心に進められていくことになる。
神奈川県に居住して東京都区部に通勤・通学するというライフスタイルは、京浜地区の都市化が進んだ関東大震災後には広まり始めた。京急、東急などの東京都区部と川崎・横浜・三浦半島方面を結ぶ各線や、東京都区部から県央を通り県西部に延伸する小田急小田原線は、明治末年から昭和初年にかけて整備され、その沿線には宅地が開発された。また、第二次世界大戦末期の東京大空襲で被災して住居を失った人々が、戦前は別荘地であった横浜以西の東海道本線沿線に戦後移住し、東京都区部に通勤するという事例も増えた。
神奈川都民と呼ばれる人が飛躍的に増えたのは、戦後、高度経済成長期に入って後のことである。私鉄沿線の宅地開発は大規模なものとなり、鉄道のスピードアップと相俟って、開発の進んだ東京湾沿岸部から、より内陸部郊外へ広がった。川崎市の高津区、宮前区、麻生区、多摩区や、横浜市の緑区、青葉区、都筑区など、1960年代以降に宅地開発された多摩田園都市などの東急田園都市線沿線地域はその典型であり、従来からの市街地である東京湾沿岸部とは異なる新たな都市文化を形成し始めている。このほか、京王相模原線や小田急多摩線の沿線もいわゆる神奈川都民が多い地区であるが、これらは東京都南多摩地区にまたがる多摩ニュータウンの開発とともに路線が開通しそれと共に沿線文化も発達したため、いわゆる多摩都民の一種ともいえる。
また、相模原市の場合は地勢上町田市や八王子市と言った東京都南多摩地区と隣接し、県内他市よりもこれらの都市との交流が深く、生活圏・経済圏を共有しており、総務省の「多様な広域連携促進事業」にもこれら2市と連携した取り組みが採択されているほか、都内への通勤通学先でも特別区と多摩地区がおおよそ半々となっており、多摩地区への流動の多くは町田市と八王子市が占めている。

## 統計
| 市町村   | 割合  |
| -------- | ----- |
| 川崎市   | 41.4% |
| 横浜市   | 25.3% |
| 相模原市 | 24.6% |
| 鎌倉市   | 23.6% |
| 逗子市   | 23.1% |
| 大和市   | 19.3% |
| 葉山町   | 18.9% |
| 座間市   | 17.7% |
| 藤沢市   | 15.6% |
| 茅ヶ崎市 | 15.4% |
| 海老名市 | 13.5% |
| 大磯町   | 12.7% |
| 二宮町   | 11.5% |
| 横須賀市 | 9.0%  |
| 伊勢原市 | 8.9%  |
| 綾瀬市   | 8.8%  |
| 平塚市   | 8.6%  |
| 厚木市   | 8.6%  |
| 秦野市   | 7.9%  |
| 小田原市 | 6.3%  |
| 松田町   | 6.3%  |
| 開成町   | 6.1%  |
| 寒川町   | 6.0%  |
| 三浦市   | 6.0%  |
| 大井町   | 5.1%  |
| 真鶴町   | 5.1%  |
| 清川村   | 5.0%  |